# Ptinella aptera
Ptinella aptera es una especie de escarabajo del género Ptinella, tribu Ptinellini, familia Ptiliidae. Fue descrita científicamente por Guérin-Méneville en 1839.

## Descripción
Mide 0,85 milímetros de longitud.

## Distribución
Se distribuye por Suecia, Reino Unido, Alemania, Austria, Francia, Noruega, Luxemburgo, Países Bajos, Italia, Bélgica, Estonia, Finlandia, Bulgaria, Polonia y Estados Unidos.